# Ozarba angulilinea
Ozarba angulilinea är en fjärilsart som beskrevs av William Schaus 1914. Ozarba angulilinea ingår i släktet Ozarba och familjen nattflyn. Inga underarter finns listade i Catalogue of Life.